# Finchley and Golders Green (circonscription du Parlement britannique)
Pour les articles homonymes, voir Golders Green (homonymie).
Circonscription parlementaire de la Chambre des communes
La circonscription de Finchley et Golders Green est une circonscription parlementaire britannique située dans le Grand Londres, et représentée à la Chambre des communes du Parlement britannique depuis 2024 par Sarah Sackman du Parti travailliste.

## Géographie
La circonscription comprend :
- La partie sud-ouest du Borough londonien de Barnet
- Les quartiers de Finchley, Golders Green, Cricklewood et Hampstead Garden Suburb

## Membres du Parlement
| Élection | Élection | Membre        | Membre | Parti        |
| -------- | -------- | ------------- | ------ | ------------ |
|          | 1997     | Rudi Vis      |        | Travailliste |
|          | 2010     | Mike Freer    |        | Conservateur |
|          | 2024     | Sarah Sackman |        | Travailliste |

Selon Rallings et Thrasher, les changements de limites qui sont entrés en vigueur pour les élections générales de 2010 signifiaient que ce siège avait théoriquement déjà une majorité conservatrice, quoique très petite.

## Élections

### Élections dans les années 2010
| Parti              | Parti                 | Candidat              | Voix   | %     | ±     |
| ------------------ | --------------------- | --------------------- | ------ | ----- | ----- |
|                    | Conservateur          | Mike Freer            | 24,162 | 43,8  | ―3.2  |
|                    | Libéral Démocrate     | Luciana Berger        | 17,600 | 31,9  | +25.3 |
|                    | Travailliste          | Ross Houston          | 13,347 | 24,2  | ―19.6 |
| Majorité           | Majorité              | Majorité              | 6,562  | 11,9  | +8.7  |
| Participation      | Participation         | Participation         | 55,109 | 71,0  | ―0.4  |
| Registre électeurs | Registre électeurs    | Registre électeurs    | 77,573 |       |       |
|                    | Conservateur maintien | Conservateur maintien | Swing  | ―14.2 |       |

| Parti              | Parti                 | Candidat              | Voix   | %    | ±    |
| ------------------ | --------------------- | --------------------- | ------ | ---- | ---- |
|                    | Conservateur          | Mike Freer            | 24,599 | 47,0 | ―3.9 |
|                    | Travailliste          | Jeremy Newmark        | 22,942 | 43,8 | +4.1 |
|                    | Libéral Démocrate     | Jonathan Davies       | 3,463  | 6,6  | +3.3 |
|                    | Green                 | Adele Ward            | 919    | 1,8  | ―0.9 |
|                    | UKIP                  | Andrew Price          | 462    | 0,9  | ―2.5 |
| Majorité           | Majorité              | Majorité              | 1,657  | 3,2  | ―8.0 |
| Participation      | Participation         | Participation         | 52,389 | 71,4 | +1.4 |
| Registre électeurs | Registre électeurs    | Registre électeurs    | 73,329 |      |      |
|                    | Conservateur maintien | Conservateur maintien | Swing  | ―4.0 |      |

| Parti              | Parti                 | Candidat              | Voix   | %    | ±     |
| ------------------ | --------------------- | --------------------- | ------ | ---- | ----- |
|                    | Conservateur          | Mike Freer            | 25,835 | 50,9 | +4.9  |
|                    | Travailliste          | Sarah Sackman         | 20,173 | 39,7 | +6.0  |
|                    | UKIP                  | Richard King          | 1,732  | 3,4  | +1.7  |
|                    | Libéral Démocrate     | Jonathan Davies       | 1,662  | 3,3  | ―13.7 |
|                    | Green                 | Adele Ward            | 1,357  | 2,7  | +1.1  |
| Majorité           | Majorité              | Majorité              | 5,662  | 11,2 | ―1.1  |
| Participation      | Participation         | Participation         | 50,759 | 70,0 | +8.9  |
| Registre électeurs | Registre électeurs    | Registre électeurs    | 72,530 |      |       |
|                    | Conservateur maintien | Conservateur maintien | Swing  | ―0.6 |       |

| Parti              | Parti                                      | Candidat           | Voix   | %    | ±     |
| ------------------ | ------------------------------------------ | ------------------ | ------ | ---- | ----- |
|                    | Conservateur                               | Mike Freer         | 21,688 | 46,0 | +6.2  |
|                    | Travailliste                               | Alison Moore       | 15,879 | 33,7 | ―5.4  |
|                    | Libéral Démocrate                          | Laura Edge         | 8,036  | 17,0 | ―0.1  |
|                    | UKIP                                       | Susan Cummins      | 817    | 1,7  | +0.6  |
|                    | Green                                      | Donald Lyven       | 737    | 1,6  | ―1.0  |
| Majorité           | Majorité                                   | Majorité           | 5,809  | 12,3 | +11.6 |
| Participation      | Participation                              | Participation      | 47,157 | 61,1 |       |
| Registre électeurs | Registre électeurs                         | Registre électeurs | 70,722 |      |       |
|                    | Conservateur vainqueur (nouvelles limites) |                    |        |      |       |

### Élections dans les années 2000
| Parti              | Parti                 | Candidat              | Voix   | %    | ±    |
| ------------------ | --------------------- | --------------------- | ------ | ---- | ---- |
|                    | Travailliste          | Rudi Vis              | 17,487 | 40,5 | ―5.8 |
|                    | Conservateur          | Andrew Mennear        | 16,746 | 38,8 | +1.0 |
|                    | Libéral Démocrate     | Susan Garden          | 7,282  | 16,9 | +4.8 |
|                    | Green                 | Noel Lynch            | 1,136  | 2,6  | ―0.6 |
|                    | UKIP                  | Jeremy Jacobs         | 453    | 1,0  | +0.2 |
|                    | Rainbow Dream Ticket  | Rainbow George Weiss  | 110    | 0,3  | New  |
| Majorité           | Majorité              | Majorité              | 741    | 1,7  | ―6.8 |
| Participation      | Participation         | Participation         | 43,214 | 61,9 | +4.6 |
| Registre électeurs | Registre électeurs    | Registre électeurs    | 70,000 |      |      |
|                    | Travailliste maintien | Travailliste maintien | Swing  | ―3.4 |      |

| Parti              | Parti                 | Candidat              | Voix   | %    | ±     |
| ------------------ | --------------------- | --------------------- | ------ | ---- | ----- |
|                    | Travailliste          | Rudi Vis              | 20,205 | 46,3 | +0.2  |
|                    | Conservateur          | John Marshall         | 16,489 | 37,8 | ―1.9  |
|                    | Libéral Démocrate     | Sarah Teather         | 5,266  | 12,1 | +0.8  |
|                    | Green                 | Miranda Dunn          | 1,385  | 3,2  | +2.1  |
|                    | UKIP                  | John de Roeck         | 330    | 0,8  | +0.4  |
| Majorité           | Majorité              | Majorité              | 3,716  | 8,5  | +2.1  |
| Participation      | Participation         | Participation         | 43,675 | 57,3 | ―12.4 |
| Registre électeurs | Registre électeurs    | Registre électeurs    | 76,178 |      |       |
|                    | Travailliste maintien | Travailliste maintien | Swing  | +1.1 |       |

### Élections dans les années 1990
| Parti              | Parti                                  | Candidat               | Voix   | %    | ± |
| ------------------ | -------------------------------------- | ---------------------- | ------ | ---- | - |
|                    | Travailliste                           | Rudi Vis               | 23,180 | 46,1 | ' |
|                    | Conservateur                           | John Marshall          | 19,991 | 39,7 |   |
|                    | Libéral Démocrate                      | Jonathan M. Davies     | 5,670  | 11,3 |   |
|                    | Référendum                             | Gary D. Shaw           | 684    | 1,4  |   |
|                    | Green                                  | Ashley Gunstock        | 576    | 1,1  |   |
|                    | UKIP                                   | David N.G. Barraclough | 205    | 0,4  |   |
| Majorité           | Majorité                               | Majorité               | 3,189  | 6,4  |   |
| Participation      | Participation                          | Participation          | 50,306 | 69,7 |   |
| Registre électeurs | Registre électeurs                     | Registre électeurs     | 72,357 |      |   |
|                    | Travailliste vainqueur (nouveau siège) |                        |        |      |   |